# Platynocheilus karsensis
Platynocheilus karsensis är en stekelart som beskrevs av Miktat Doganlar 2003. Platynocheilus karsensis ingår i släktet Platynocheilus och familjen raggsteklar.
Artens utbredningsområde är Turkiet. Inga underarter finns listade i Catalogue of Life.